# Тронкатти, Мария
Мари́я Тронка́тти (итал. Maria Troncatti, 16 февраля 1883, Кортено-Гольджи, Ломбардия — 25 августа 1969, Сукуа) — итальянская католическая монахиня, сестра-салезианка. Работала медсестрой во время Первой мировой войны и участвовала в миссиях в Эквадоре с 1922 года до своей гибели в авиакатастрофе в 1969 году.
Причислена к лику блаженных в Эквадоре в 2012 году.

## Биография
Родилась в Италии 16 февраля 1883 года в семье бедных фермеров. В детстве посещала уроки катехизиса в местном приходе и решила вступить в орден салезианок по достижении совершеннолетия.
Вступила в орден «Дочери Марии Помощницы Христиан» 15 октября 1905 года, принесла монашеские обеты 17 октября 1908 года в Ницце-Монферрато. Жила в Варацце, Лигурия. Перенесла серьёзную инфекцию в 1909 году, а затем заболела брюшным тифом; в это время её посетил и благословил Микеле Руа. В 1915 году прошла специальный курс по сестринскому делу и использовала полученные знания во время Первой мировой войны, ухаживая за больными и ранеными солдатами. Также работала в Красном Кресте, находясь в Варацце.
9 ноября 1922 года присоединилась к миссии в Эквадоре для евангелизации племени шуара в лесах Амазонки. Первая встреча Тронкатти с аборигенами могла закончиться её смертью: в дочь вождя племени попала пуля в перестрелке между двумя враждующими племенами, и монахиню угрожали убить, если она не сможет спасти девочку. Тронкатти успешно прооперировала ребёнка, что принесло ей уважение и восхищение туземцев. Местные даже позже прозвали её «Мамасита». В Эквадоре она была одновременно катехизатором и медсестрой. В 1968 году она написала своим родственникам в Брешии, что несмотря на желание с ними повидаться, возраст не позволяет ей приехать на Родину.
Погибла 25 августа 1969 года в авиакатастрофе в Эквадоре, когда лёгкомоторный самолёт, в котором находилась Тронкатти, разбился вскоре после взлёта на окраине леса, который она окрестила «Родиной сердца». В том самолёте находились ещё две монахини, которым удалось выжить — все трое направлялись в Кито для ежегодного духовного ретрита.

## Почитание
12 ноября 2008 года папа Бенедикт XVI признал её героическую добродетель и объявил Тронкатти досточтимой. Беатифицирована 24 ноября 2012 года в Эквадоре кардиналом Анджело Амато от имени папы. Второе чудо, необходимое для канонизации, было одобрено папой Франциском 25 ноября 2024 года.
День памяти — 25 августа.